# National Rugby League 1983
La New South Wales Rugby Football League de 1983 fue la 76.ª edición del torneo de rugby league más importante de Australia.

## Formato
Los clubes se enfrentaron en una fase regular de todos contra todos, los seis equipos mejor ubicados al terminar esta fase clasificaron a la postemporada.
Se otorgaron 2 puntos por el triunfo, 1 por el empate y ninguno por la derrota.

## Desarrollo

### Tabla de posiciones
| Pos. | Equipo                        | Encuentros | Encuentros | Encuentros | Encuentros | Tantos | Tantos | Tantos | Puntos |
| Pos. | Equipo                        | PJ         | PG         | PE         | PP         | F      | C      | Dif    | Puntos |
| ---- | ----------------------------- | ---------- | ---------- | ---------- | ---------- | ------ | ------ | ------ | ------ |
| 1    | Manly-Warringah Sea Eagles    | 26         | 22         | 0          | 4          | 690    | 361    | +329   | 44     |
| 2    | Parramatta Eels               | 26         | 18         | 0          | 8          | 639    | 293    | +346   | 36     |
| 3    | Canterbury-Bankstown Bulldogs | 26         | 18         | 0          | 8          | 531    | 409    | +122   | 36     |
| 4    | Balmain Tigers                | 26         | 17         | 0          | 9          | 525    | 438    | +87    | 34     |
| 5    | St. George Dragons            | 26         | 14         | 1          | 11         | 551    | 450    | +101   | 29     |
| 6    | Sydney Roosters               | 26         | 14         | 1          | 11         | 579    | 492    | +87    | 29     |
| 7    | North Sydney Bears            | 26         | 13         | 1          | 12         | 435    | 446    | -11    | 27     |
| 8    | South Sydney Rabbitohs        | 26         | 12         | 1          | 13         | 439    | 495    | -56    | 25     |
| 9    | Cronulla-Sutherland Sharks    | 26         | 12         | 0          | 14         | 450    | 520    | -70    | 24     |
| 10   | Canberra Raiders              | 26         | 9          | 0          | 17         | 495    | 614    | -119   | 18     |
| 11   | Penrith Panthers              | 26         | 9          | 0          | 17         | 476    | 647    | -171   | 18     |
| 12   | Illawarra Steelers            | 26         | 8          | 0          | 18         | 451    | 644    | -193   | 16     |
| 13   | Newtown Jets                  | 26         | 7          | 2          | 17         | 373    | 591    | -218   | 16     |
| 14   | Western Suburbs Magpies       | 26         | 5          | 2          | 19         | 394    | 628    | -234   | 12     |

|  | Postemporada. |

### Postemporada

#### Playoff
| 30 de agosto | St. George Dragons | 44 - 16 | South Sydney Rabbitohs |  |  |

#### Finales clasificatorias
| 3 de septiembre | Balmain Tigers | 14 - 17 | St. George Dragons |  |  |

| 4 de septiembre | Parramatta Eels | 30 - 22 | Canterbury-Bankstown Bulldogs |  |  |

#### Semifinales
| 10 de septiembre | Canterbury-Bankstown Bulldogs | 26 - 24 | St. George Dragons |  |  |

| 11 de septiembre | Manly-Warringah Sea Eagles | 19 - 10 | Parramatta Eels |  |  |

#### Final preliminar
| 18 de septiembre | Parramatta Eels | 18 - 4 | Canterbury-Bankstown Bulldogs |  |  |

#### Final
| 25 de septiembre | Manly-Warringah Sea Eagles | 6 - 18 | Parramatta Eels | Sydney Cricket Ground, Sídney   |  |
|                  |                            |        |                 | Asistencia: 40.285 espectadores |  |

| Bandera de Australia    |
| Campeón Parramatta Eels |
| Tercer título           |